# Tillandsia reichenbachii
Tillandsia reichenbachii o Carahuatilla, es una especie de planta epífita dentro del género  Tillandsia, perteneciente a la  familia de las bromeliáceas. Es originaria de Bolivia y Argentina. 

## Taxonomía
Tillandsia reichenbachii fue descrita por John Gilbert Baker y publicado en Handbook of the Bromeliaceae 166. 1889.
Etimología
Tillandsia: nombre genérico que fue nombrado por Carlos Linneo en 1738 en honor al médico y botánico finlandés Dr. Elias Tillandz (originalmente Tillander) (1640-1693).
reichenbachii: epíteto otorgado en honor del botánico Ludwig Reichenbach.
Sinonimia
- Tillandsia duratii subsp. reichenbachii (Baker) Halda
- Tillandsia euosma Speg.
- Tillandsia herzogii Wittm.
- Tillandsia tucumanensis Mez[2][3]